# Z4 Richard Beitzen
Z4 Richard Beitzen – niemiecki niszczyciel typu 1934 (Leberecht Maass) z okresu międzywojennego i II wojny światowej, w służbie w latach 1937–1945.

## Budowa
Zamówiony 7 lipca 1934, położenie stępki – 7 stycznia 1935, wodowanie – 30 listopada 1935, wejście do służby – 13 maja 1937. Zbudowany w stoczni Deutsche Werke w Kilonii (numer stoczniowy K245). W systemie oznaczeń niemieckich niszczycieli miał przydzielony numer Z4 (rzadko używany oficjalnie), przed wojną nosił numer burtowy 11 (usunięty na początku wojny). Koszt budowy wyniósł 13,7 miliona Reichsmark. 
Nazwę nadano mu na cześć niemieckiego kapitana marynarki Richarda Beitzena, dowódcy 14. Flotylli Torpedowców, poległego 30 marca 1918 na niszczycielu G87 zatopionym na minie na Morzu Północnym, podczas prób ratowania załóg zatopionych niszczycieli G93 i G94. 
Historia konstrukcji i opis okrętu został zawarty w artykule niszczyciele typu 1934.

## Służba
Przed wojną m.in. odbył rejs do Norwegii (kwiecień 1938). 19 sierpnia 1938 uczestniczył w rewii floty przed Hitlerem i węgierskim regentem Horthym. W kwietniu-maju 1939 uczestniczył w rejsie na wody Hiszpanii i Maroka. W maju 1939 wziął udział w zajęciu Kłajpedy.

### Bałtyk i Morze Północne 1939–1940
Tuż przed wybuchem II wojny światowej i na początku kampanii wrześniowej patrolował polskie wybrzeże, w składzie 1. dywizjonu 1. Flotylli Niszczycieli (wraz z „Georg Thiele”), bez epizodów bojowych. Następnie działał na Morzu Północnym i w Cieśninach Duńskich, m.in. biorąc udział w kontrolowaniu statków handlowych i operacjach stawiania obronnych zagród minowych Westwall.
Od grudnia 1939 do lutego 1940 „Beitzen” uczestniczył w trzech nocnych operacjach stawiania ofensywnych zagród minowych u wybrzeży Anglii: 12/13 grudnia 1939 pod Newcastle (z „Erich Steinbrinck”, „Bruno Heinemann”, „Friedrich Ihn” i „Hermann Künne”), 10/11 stycznia 1940 pod Newcastle (z „Friedrich Ihn”, „Friedrich Eckoldt”, „Anton Schnitt”, „Karl Galster”, „Wilhelm Heidkamp”) oraz 9/10 lutego 1940 w rejonie Shipwash (z „Max Schultz” i „Friedrich Eckoldt”).
22 lutego 1940 wziął udział w operacji Wikinger – nieudanym wypadzie niemieckich niszczycieli przeciw brytyjskiemu rybołówstwu (zakończonym stratą „Leberecht Maass” i „Max Schultz”). Nie brał udziału w inwazji na Norwegię. 29/30 kwietnia i 9/10 maja 1940 osłaniał akcje stawiania obronnych zagród minowych na Morzu Północnym (odpowiednio nr 17 i 16), a 17/18 maja i 19/20 maja 1940 sam uczestniczył w stawianiu min (zagroda nr 16 – z „Bruno Heinemann”, „Hermann Schoemann”, krążownikiem „Köln” i awizem „Grille”). Następnie przechodził remont.

### Zachodnia Francja 1940
Od października 1940 do marca 1941 operował z Brestu w zachodniej Francji. Prawdopodobnie około tego okresu otrzymał radar. Wraz z „Karl Galster” i „Hans Lody”, w nocy na 25 listopada 1940 zatopił w rejonie przylądka Lizard holenderski statek „Apollonia” (2156 BRT) i uszkodził statek „Stadion II”, a 29 listopada zatopił 3 małe statki i wziął udział w starciu z brytyjskmi niszczycielami, w którym bezskutecznie atakował je torpedami („Lody” uszkodził w nim niszczyciel „Javelin”). W nocy 23/24 stycznia 1941 „Beitzen”, operując z Rotterdamu wziął udział w operacji stawiania aktywnej zagrody minowej SWb Wagner u wybrzeży angielskich (z 4 stawiaczami min oraz torpedowcami „Seeadler” i „Iltis”). W tym okresie pozostał jedynym niemieckim niszczycielem we Francji. 1 i 14 lutego eskortował z torpedowcami pod Brestem krążownik „Admiral Hipper„ wychodzący z Brestu na rejs rajderski i powracający do bazy. Od marca do czerwca 1941 okręt był remontowany w Kilonii. 

### Północna Norwegia 1941
Od lipca do sierpnia 1941 „Beitzen” działał przeciw ZSRR na dalekiej północy, z baz w Norwegii (Kirkenes), w ramach 2. dywizjonu 6. Flotylli Niszczycieli. Uczestniczył w kilku wyjściach w morze, walcząc głównie z radzieckim lotnictwem morskim. Wziął udział w pierwszej akcji Flotylli 10–13 lipca. „Beitzen” wziął następnie udział w akcji 22–29 lipca, podczas której „Schoemann” zatopił okręt hydrograficzny „Meridian”. 
10 sierpnia 1941 podczas wypadu do Zatoki Kolskiej, wraz z „Hans Lody” i „Friedrich Eckoldt”, „Beitzen” zatopił patrolowiec „Tuman”, lecz następnie został uszkodzony przez radzieckie samoloty Pe-2 72. pułku w rejonie Półwyspu Kolskiego. Bliskie wybuchy bomb spowodowały awarię w maszynowni i w konsekwencji od września do listopada 1941 okręt musiał być remontowany w Niemczech. W tym okresie prawdopodobnie wzmocniono lekkie uzbrojenie plot do 9 działek 20 mm.

### Morze Północne 1942
Od 14 do 17 stycznia 1942 „Beitzen” eskortował z Wilhelmshaven do Trondheim pancernik „Tirpitz” (wraz z „Paul Jacobi”, „Bruno Heinemann” i Z29). W lutym 1942 wziął udział w operacji Cerberus (osłonie przebicia się przez kanał La Manche niemieckich pancerników), podczas której został 12 lutego lekko uszkodzony przez bliskie wybuchy brytyjskich bomb. 

### Północna Norwegia i Arktyka 1942-1943
21–22 lutego 1942 eskortował do Norwegii krążowniki „Prinz Eugen” i „Admiral Hipper” (operacja Sportpalast – z „Hermann Schoemann”, „Paul Jacobi”, „Friedrich Ihn”, Z25), lecz 22 lutego z „Paul Jacobi” i „Friedrich Ihn” został z powodu złej pogody odłączony od zespołu i popłynął do Bergen („Prinz Eugen” został następnie uszkodzony przez okręt podwodny HMS Trident). Następnie od lutego 1942 aż do maja 1943 „Beitzen” ponownie działał z baz w północnej Norwegii, głównie przeciw konwojom alianckim do ZSRR w Arktyce, lecz bez sukcesów bojowych. Między 5 a 8 września 1942 postawił zagrodę minową u brzegów rosyjskich, koło Półwyspu Kolskiego (wraz z Z29 i Z30), a 13–15 października koło Kanin Nos (z „Friedrich Eckoldt”, Z27 i Z 30). 
W listopadzie „Beitzen” wziął udział w operacji Hoffnung (rajd z krążownikiem „Admiral Hipper” i niszczycielami „Eckoldt”, Z27, Z30 przeciw żegludze). 31 grudnia 1942 uczestniczył w operacji Regenbogen przeciw konwojowi JW 51B w grupie z niszczycielami „Friedrich Eckoldt”, Z29 i krążownikiem „Admiral Hipper” i wziął udział w bitwie na Morzu Barentsa („bitwie noworocznej”), osłaniając uszkodzony „Admiral Hipper”. 

### Remonty i Cieśniny Duńskie 1944–1945
Od maja do września 1943 był remontowany w Niemczech. 27 października 1943 podczas przebazowania do Norwegii poważnie uszkodził dno na skałach, po czym był ponownie remontowany do sierpnia 1944. Otrzymał wówczas uzbrojenie przeciwlotnicze: 4 nowe działka automatyczne 37 mm M42 (2xII) i 8 działek 20 mm (1xIV, 4xI). 
Od sierpnia 1944 do lutego 1945 działał w rejonie Cieśnin Duńskich, uczestnicząc m.in. w stawianiu min i eskorcie konwojów przybrzeżnych. Lekko uszkodzony w kolizji w porcie Horten 5 listopada 1944. 24 kwietnia 1945 poważnie uszkodzony w Skagerraku przez brytyjskie lotnictwo bliskimi wybuchami bomb (bombowce Halifax z 502. Dywizjonu Coastal Command). Skierowany do Oslo na remont, nie ukończony do końca wojny. Kapitulacja Niemiec zastała go w Oslo. 
Po wojnie przekazany Wielkiej Brytanii, otrzymał numer burtowy N-40, lecz nie wszedł do brytyjskiej służby. Zamiast tego po badaniach został skierowany do rezerwy, po czym w 1948 sprzedany na złom firmie British Iron & Steel Corporation (BISCO) i 10 stycznia 1949 odholowany do stoczni złomowej.

## Dane taktyczno-techniczne
- wyporność:
  - standardowa: 2232 t
  - pełna: 3156 t
- wymiary:
  - długość: 119 m
  - szerokość: 11,3 m
  - zanurzenie: 3,8-4,3 m
- napęd: 2 turbiny parowe o mocy łącznej 70 000 KM, 6 kotłów parowych Wagnera (ciśnienie pary 70 at), 2 śruby
- prędkość maksymalna: 38 w.
- zasięg: 1900 mil morskich przy prędkości 19 w.
- zapas paliwa: 770 t. mazutu
- załoga: 325

Uzbrojenie i wyposażenie: 
- 5 dział 128 mm (nominalnie 12,7 cm) SK C/34 w pojedynczych stanowiskach, osłoniętych maskami (5xI)
  - długość lufy L/45 (45 kalibrów), donośność maksymalna 17.400 m, kąt podniesienia +30°, masa pocisku 28 kg, zapas nabojów – 120 na działo.
- 4 działka przeciwlotnicze 37 mm SK C/30, półautomatyczne, podwójnie sprzężone na podstawach LC/30 (2xII) (od 1944 - 4 armaty automatyczne 37 mm M42, 2xII)
- 6-9 działek przeciwlotniczych 20 mm (6xI) (od 1944 – 8 działek 20 mm, 1xIV, 4xI)
- 8 wyrzutni torpedowych 533 mm (2xIV), 12-16 torped
- 18 bomb głębinowych (zrzutnia bg) (później zapas zwiększany)
- 60 min morskich (opcjonalnie)

- radar FuMo 21 (od 1941/42), FuMo 24/25 (od 1943)
- radar FuMo 63 (od 1944)
- szumonamiernik GHG
- hydrolokator S-Gerat (nie jest pewne, czy został zamontowany)
- system kierowania ogniem artylerii głównej: dwa 4-metrowe dalmierze stereoskopowe (na nadbudówce dziobowej i śródokręciu), centrala artyleryjska C34/Z